# 莱赖里
莱赖里（法語：Les Rairies，法語發音：[le ʁɛʁi] ⓘ）是法国曼恩-卢瓦尔省的一个市镇，属于昂热区。

## 地理
莱赖里（47°39'3"N, 0°12'21"W）面积8.41 平方千米，位于法国卢瓦尔河地区大区曼恩-卢瓦尔省，该省份为法国西部内陆省份，大致对应安茹地区，北起顺时针与马耶讷省、萨尔特省、安德尔-卢瓦尔省、维埃纳省、德塞夫勒省、旺代省、大西洋卢瓦尔省和伊勒-维莱讷省接壤。
与莱赖里接壤的市镇（或旧市镇、城区）包括：迪尔塔勒、蒙蒂涅莱赖里、卢瓦河畔巴祖日克雷、安茹地区博热。

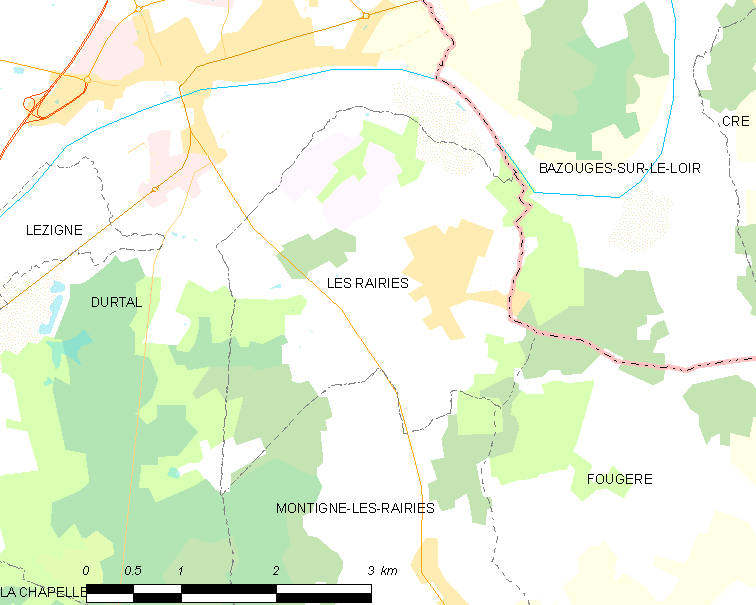
莱赖里的OSM定位图

莱赖里的时区为UTC+01:00、UTC+02:00（夏令时）。

## 行政
莱赖里的邮政编码为49430，INSEE市镇编码为49257。

## 政治
莱赖里所属的省级选区为蒂耶尔塞县。

## 人口

1962-2008年间莱赖里人口变化图示

莱赖里于2022年1月1日时的人口数量为1043人。